# Polana-Głodówka
Polana-Głodówka – miejscowość rodzaju schronisko turystyczne, położona w Polsce, w województwie małopolskim, w powiecie tatrzańskim, w gminie Bukowina Tatrzańska, na polanie Głodówka.
W miejscowości znajduje się ośrodek harcerski „Głodówka”, dawniej schronisko górskie „Głodówka”.
W latach 1975–1998 schronisko administracyjnie było położone w województwie nowosądeckim.